# Modafinil
Modafinil – organiczny związek chemiczny, lek nootropowy z grupy eugeroików o działaniu stymulującym, używany w leczeniu narkolepsji, senności wywołanej pracą zmianową lub bezdechem sennym oraz jako środek pobudzający.

## Historia
Francuska firma farmaceutyczna (L. Lafon Ltd) opracowała lek o nazwie adrafinil już w 1974 roku. Michel Jouvet, należący do zespołu odkrywców, przepisywał ów lek pacjentom cierpiącym na narkolepsję w latach 1977-1978, jednak bez wyraźnych rezultatów. Dopiero odkrycie aktywnego metabolitu adrafinilu, modafinilu, pozwoliło rozpocząć nad nim badania kliniczne. Wyniki były zaskakująco dobre, doprowadziły nawet do zastosowania modafinilu przez armię francuską podczas wojny w Zatoce Perskiej w 1991 roku. Lek został zarejestrowany we Francji w 1992 roku i wprowadzony na rynek farmaceutyczny.

## Struktura chemiczna
Modafinil jest związkiem chiralnym; jego centrum stereogenicznym jest atom siarki, wchodzący w skład asymetrycznego układu sulfoksydowego. Konfiguracja absolutna jego enancjomerów została określona metodami rengenograficznymi w 2004 r. Pierwotnie lek był dostępny na rynku jedynie jako mieszanina racemiczna, jednak oba enancjomery mają różny profil farmakologiczny. Izomer R-(−) (nadano mu nazwę „armodafinil”) wykazuje dłuższy czas działania i jest eliminowany z organizmu trzykrotnie wolniej niż izomer S-(+). Armodafinil został dopuszczony przez FDA na rynek amerykański w 2007 r.
Modafinil włącza się do grupy leków psychostymulujących zwanej eugeroikami (zalicza się do nich również adrafinil i ampakinę). Wykazują one podobne efekty do innych stymulantów, jednakże nie powodują one typowych dla tej grupy leków efektów ubocznych.

## Mechanizm działania

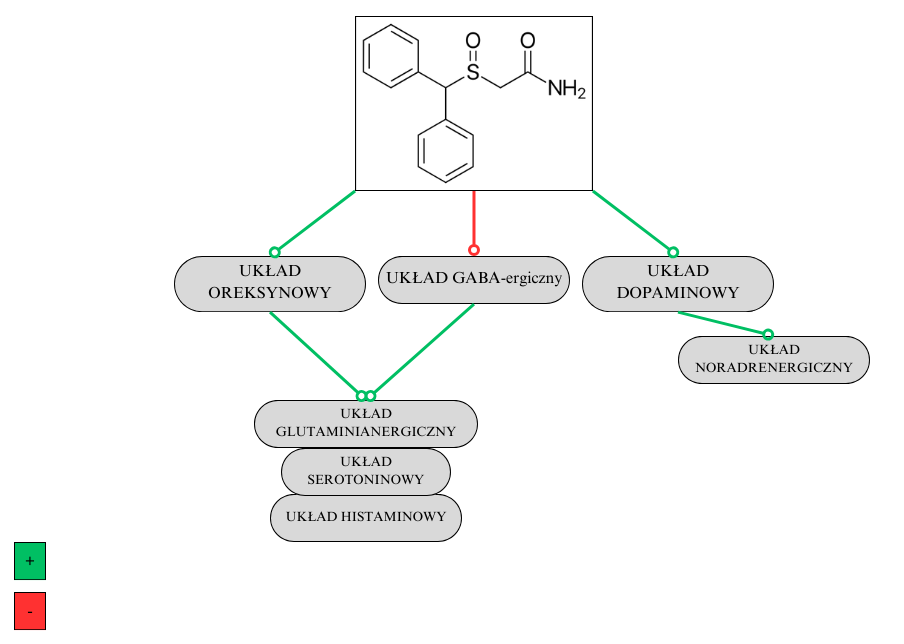
Działanie hamujące (czerwony) i stymulujące (zielony) modafinilu na poszczególne szlaki neuroprzekaźnikowe

Modafinil wpływa na szlaki neuroprzekaźników. Przypuszcza się, że hamuje uwalnianie kwasu γ-aminomasłowego (GABA) z kory mózgowej, co pośrednio przyczynia się do zwiększonego czuwania u pacjentów. Należy zaznaczyć, że mimo działania stymulującego, modafinil nie wiąże się (ani nie wykazuje działania np. agonistycznego) z żadnym z receptorów lub transporterów katecholamin, cholinergicznych lub aminokwasów/neuropeptydów w OUN.
Dokładny mechanizm działania modafinilu nie jest znany, jednak podejmowano próby zrozumienia i zobrazowania go. W 2021 roku do badania wykorzystano amperometrię pojedynczej kokórki (SCA, z ang. single-cell amperometry), cytometrię elektrochemiczną z wykorzystaniem pęcherzyków wewnątrzkomórkowych (IVIEC, z ang. intracellular vesicle impact electrochemical cytometry) oraz spektometrię masową jonów wtórnych z pomiarem czasu przelotu (ToF-SIMS, z ang. time-of-flight secondary ion mass spectrometry) na poziomie komórkowym i subkomórkowym. Amperometria wykazała, że modafinil spowalnia proces egzocytozy, powodując, że ilość katecholamin uwalnianych w egzocytozie jest większa. Z kolei spektometria mas wykazała, że modafinil zmniejsza poziom fosfatydylocholiny o kształcie cylindrycznym w błonie komórkowej, a podwyższa poziom lipidów o stożkowatych strukturach, np. fosfatydyloetanoloaminy i fosfatydyloinozytolfosfatydyloinozytolu. Cytometria wskazała z kolei, że modafinil wpływa na podwyższone pęcherzykowe magazynowanie katecholamin. Wyniki tych badań pozwalają na stwierdzenie, że komórki pod wpływem modafinilu uwalniają większą część zawartości pęcherzykowej poprzez zmianę składu lipidowego błony komórkowej.

## Metabolizm
Ze względu na umiarkowane łączenie modafinilu z białkami osocza (głównie albuminami) przyjmuje się, że rzadko wchodzi on w interakcję z lekami, które łączą się z białkami. Maksymalne stężenie modafinilu w osoczu wyniosło średnio 4,82 mg/l po upływie 2,3 godziny od podania zdrowym pacjentom dawki doustnej 200 mg leku. Jego główne (nieaktywne) metabolity to kwas modafinilowy (40–50%) i sulfon modafinilu.
| Kwas modafinilowy | Sulfon modafinilu |
|                   |                   |

Modafinil zostaje wydalony z organizmu przez nerki, przy czym około 10% pozostaje w stanie niezmienionym. Warto wspomnieć, że substancja ta wpływa na cytochromy P450: pobudza CYP1A2, CYP2B6, CYP3A4, a hamuje CYP2C9 oraz CYP2C19. W przypadku pacjentów z marskością wątroby eliminacja zwiększyła się o 60%, a stężenie ogółem wzrosło dwukrotnie. Przyjmuje się, że u osób, u których występują ciężkie zaburzenia czynności wątroby, powinno zmniejszyć się dawkę o połowę. Ekspozycja u pacjentów, którym podano 200 mg przy ciężkiej niewydolności nerek, zwiększyła się aż dziewięciokrotnie.
U dzieci w wieku 6-7 lat czas półtrwania leku wynosi 7 godzin i zwiększa się wraz z wiekiem do około 15 godzin. Niektóre źródła wspominają o okresie półtrwania eliminacji wynoszącym od 9 do 14 godzin.

## Działania niepożądane

### Efekty uboczne

#### Częste lub bardzo częste
- bóle głowy
- mdłości
- rozstrój żołądka
- suchość w ustach
- zawroty głowy
- oszołomienie
- bezsenność
- depresja
- lęk
- parestezja
- niepokój, nerwowość

#### Niezbyt częste
- zapalenie gardła lub zatok przynosowych
- eozynofilia
- leukopenia
- hipercholesterolemia
- hiperglikemia
- cukrzyca
- zwiększone łaknienie
- zaburzenia snu
- osłabienie libido
- depersonalizacja, derealizacja
- zaburzenia osobowości
- nietypowe sny
- pobudzenie emocjonalne
- agresja
- myśli samobójcze
- nadpobudliwość psychoruchowa
- dyskinezy
- hipertonia (zwiększone napięcie mięśni szkieletowych)
- hiperkineza (zmienne napięcie mięśni szkieletowych, mimowolne ruchy)
- zaburzenia pamięci
- pobudzenie OUN
- niedoczulica
- brak koordynacji ruchów, zaburzenia ruchowe
- zaburzenia mowy lub smaku
- zespół suchego oka
- ekstrasystolie
- duszność
- wzmożony kaszel, astma
- krwawienie z nosa
- nieżyt nosa
- wzdęcie
- refluks żołądkowo-przełykowy
- wymioty
- utrudnione połykanie
- zapalenie języka
- owrzodzenie jamy ustnej
- nadmierne pocenie się
- miastenia
- skurcze łydek
- bóle stawów
- nieprawidłowy skład moczu, częstsze oddawanie moczu
- zaburzenia miesiączkowania
- obrzęk obwodowy
- wzmożone pragnienie
- nieprawidłowe wyniki EKG

#### Rzadkie lub bardzo rzadkie
- palpitacje, przyspieszone bicie serca
- nadciśnienie, zwiększone ciśnienie krwi
- zaburzenia układu krwionośnego
- szybkie zmiany nastroju, wahania nastroju, irytacja
- ból pleców
- wysypka, pokrzywka, świąd
- omamy
- mania
- psychoza

#### Inne poważne efekty uboczne
- reakcje alergiczne: problemy z oddychaniem, wysypka, świąd, obrzęk twarzy i gardła
- zespół Stevensa-Johnsona (SJS, z ang. Stevens–Johnson syndrome) – ciężka forma rumienia wielopostaciowego, która może prowadzić do poważnych powikłań, takich jak m.in. sepsa
- toksyczna nekroliza naskórka (TEN) – choroba skóry i błon śluzowych, najczęściej w reakcji na leki

### Interakcje
W przypadku modafinilu, tak jak w przypadku pozostałych leków, efekty działania są różne w zależności od organizmu pacjenta. Niektóre leki mogą wchodzić w reakcję z modafinilem. Najczęściej są to: diazepam (i inne leki psychotropowe), propranolol, fenytoina (i inne leki przeciwpadaczkowe), S-mefenytoina i trójpierścieniowe (np. amitryptylina) lub niektóre leki przeciwdepresyjne SSRI (u osób słabo metabolizujących CYP2D6), np. fluoksetyna lub citalopram. Modafinil może zmniejszać skuteczność działania cyklosporyny i hormonów antykoncepcyjnych (włącznie z tabletkami, implantami, wkładkami oraz plastrami antykoncepcyjnymi). Silne induktory lub inhibitory CYP3A4 (takie jak karbamazepina, fenobarbital, ryfampicyna, ketokonazol i itrakonazol) mogą nieznacznie zmieniać poziom modafinilu we krwi. Dodatkowo należy zachować ostrożność, gdy przyjmuje się lek z omeprazolem (lek stosowany m.in. w chorobie wrzodowej), lekami stosowanymi w leczeniu zakażonych HIV (inhibitory proteazy), substancjami z grupy statyn (np. atorwastatyna), preparatami rozrzedzającymi krew (np. warfaryna) – w ostatnim przypadku należy kontrolować czas krzepnięcia krwi pacjenta.

### Uzależnienie
Uzależnienie od modafinilu występuje stosunkowo rzadko. W badaniach przeprowadzonych na grupie ochotników zaobserwowano, że modafinil wykazuje mniejszy potencjał uzależniający od metylofenidatu czy deksamfetaminy. Mimo to literatura wskazuje na przypadki uzależnienia od modafinilu. Z trzech dostępnych publicznie badań (stan na 2024) czynnikiem ryzyka w uzależnieniu od modafinilu jest historia uzależnień w rodzinie, a także ADHD. Pacjenci mogą przyjmować lek w celu tzw. samoleczenia, ignorując pozostałe skutki uboczne. Największą dawką dzienną odnotowaną w historii monitorowania uzależnienia od modafinilu było 5000 mg. Po odstawieniu substancji u uzależnionego pacjenta z ADHD (mężczyzna, 24 lata) zaobserwowano pobudzenie psychoruchowe, nadmierną potliwość, drżenie oraz zmęczenie. W powyższym przypadku, trzeciego dnia od zgłoszenia się do kliniki, pacjent wypisał się na własne życzenie i przypuszcza się, że nadal zmaga się z uzależnieniem. Jednakże w przypadku 7-tygodniowego stosowania terapeutycznej dawki modafinilu u dzieci i młodzieży nie zaobserwowano zespołu odstawiennego, ani nawrotu choroby.

## Preparaty

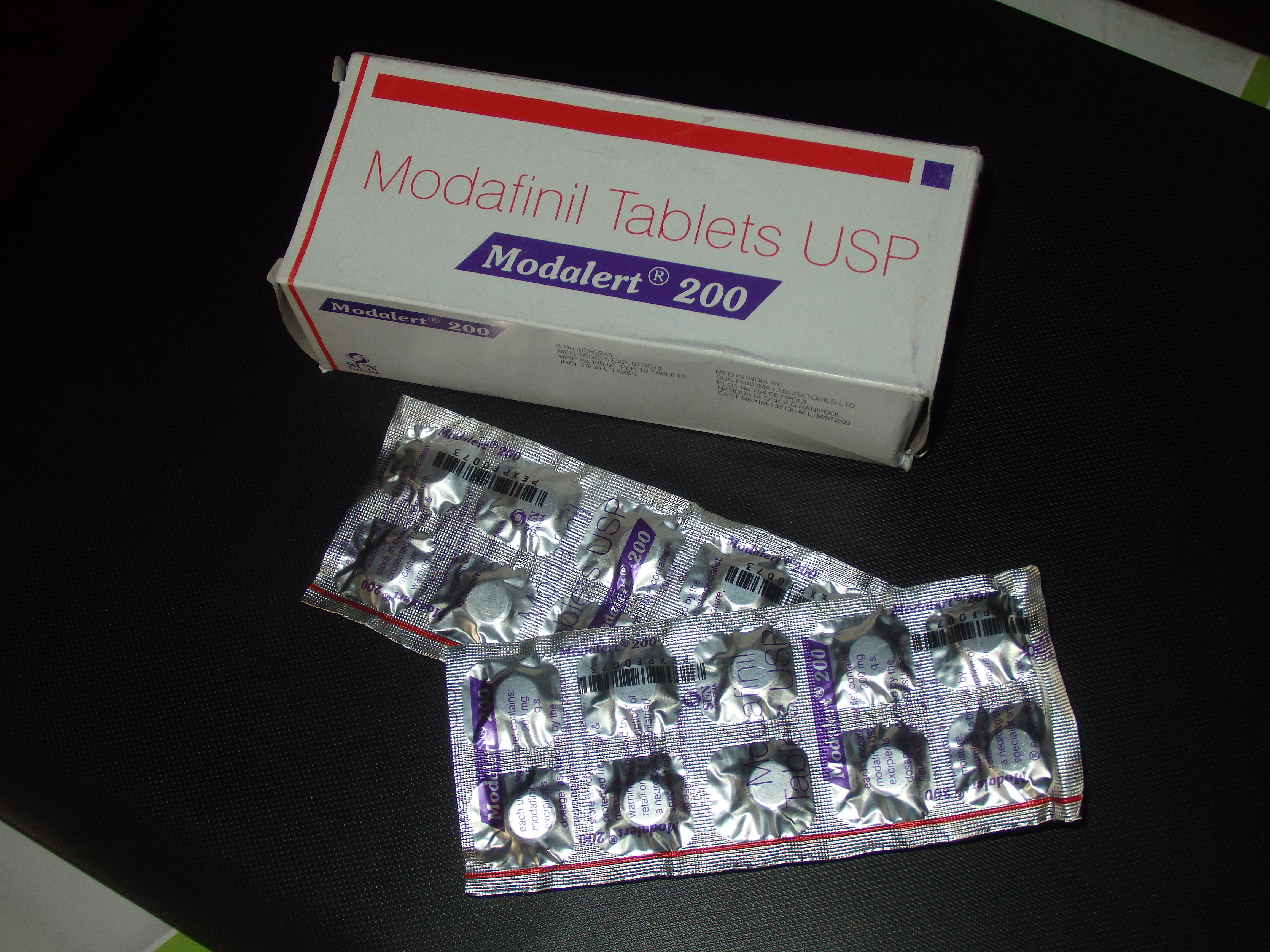
Modalert 200 mg

W Polsce modafinil jest dostępny w jednym preparacie (Actimodan). Nie jest refundowany oraz jest dostępny jedynie na receptę.

### Wskazania
Modafinil jest stosowany w leczeniu narkolepsji z oraz bez katapleksji, a także nadmiernej senności w ciągu dnia wywołanej innymi czynnikami, tj. np. praca zmianowa. Nie zaleca się podawania preparatu dzieci i młodzieży poniżej 18 roku życia.

#### Zastosowanieoff label
- ADHD,
- ostre epizody depresji,
- choroba dwubiegunowa,
- osłabienie spowodowane chorobą nowotworową,
- terapia uzależnienia od innych stymulantów, zwłaszcza kokainy[17].

### Wpływ modafinilu na ciążę, karmienie piersią i płodność
Odradza się stosowanie modafinilu w przypadku ciąży lub podejrzenia ciąży – nie ma wystarczającej ilości danych, żeby określić czy modafinil potencjalnie zagraża dziecku. Nie ma również danych na temat przenikania modafinilu do mleka matki, zatem analogicznie odradza się jego stosowanie w przypadku karmienia. FDA klasyfikuje modafinil jako lek kategorii C.

### Modafinil a przedwczesny wytrysk u mężczyzn
Przeprowadzono badanie na 46 mężczyznach zmagających się z problemem przedwczesnego wytrysku, którzy regularnie (raz w tygodniu) odbywali stosunek penisowo-pochwowy. Badanym podawano modafinil w dawce 100 mg od 4 do 6 godzin przed planowanym stosunkiem. Po czterech tygodniach otrzymano wyniki, z których wynikało, że pacjenci stosujący modafinil, poprawili jakość swojego życia seksualnego poprzez zmniejszenie lub wyeliminowanie przedwczesnego wytrysku. Hipotezy zakładają, że modafinil wpływa na organizm mężczyzny zarówno poprzez oddziaływanie fizjologiczne, jak i psychiczno-emocjonalne. Zanotowano przypadek pacjenta, u którego występowały spontaniczne wytryski spowodowane dodaniem modafinilu do prowadzonej wcześniej terapii wenlafaksyną. Po odstawieniu modafinilu (i dalszym stosowaniu wenlafaksyny) objawy ustały.

## Modafinil a misje kosmiczne i wojskowe
Zmęczenie w warunkach bojowych jest zdecydowanie niekorzystne, dlatego też modafinil może znaleźć swoje zastosowanie w armii, gdzie ma wywołać oczekiwane pobudzenie, zwiększyć czujność, czy wydajność. Badania wykazują, że część astronautów przebywająca na orbicie okołoziemskiej, zgłasza problemy ze snem oraz musi przyjmować tabletki nasenne. Podczas krótkich lotów kosmicznych aż 75% astronautów zgłosiło zażywanie modafinilu lub kofeiny. Na Międzynarodowej Stacji Kosmicznej modafinil jest środkiem o stałym dostępie ze względu na optymalizację wydajności pracy astronautów. W badaniu, które miało rozstrzygnąć, czy modafinil może być stosowany jako zamiennik dekstroamfetaminy u pilotów śmigłowców wojskowych, wykazano, że lek ten wykazuje podobne właściwości, co używana standardowo dekstroamfetamina.

## Modafinil a doping
Modafinil jako lek psychostymulujący znajduje się na liście substancji zabronionych przez WADA (w grupie stymulantów.

## Użycie rekreacyjne
Modafinil ze względu na swoje właściwości pobudzające oraz poprawiające zdolności poznawcze, bywa nadużywany przez uczniów oraz studentów jako tzw. smart drug, który ma poprawiać efektywność i wyniki nauki. Ankieta przeprowadzona przez studencką gazetę The Tab wykazała, że około 20% studentów z uniwersytetów w Wielkiej Brytanii próbowało modafinilu. W anonimowej ankiecie przeprowadzonej przez czasopismo Nature wśród 1400 dorosłych, 20% osób przyznało, że stosowało środki psychostymulujące takie jak modafinil, metylofenidat lub beta-blokery bez wskazań medycznych.